# La Chapelle-Yvon
Pour les articles homonymes, voir La Chapelle.
La Chapelle-Yvon est une ancienne commune française, située dans le département du Calvados en région Normandie, devenue le 1er janvier 2016 une commune déléguée au sein de la commune nouvelle de Valorbiquet.
Elle est peuplée de 559 habitants.

## Toponymie
Le nom de la localité est attesté sous la forme Capella Yvonis en 1252[réf. non conforme].

## Politique et administration
| Période                                  | Période       | Identité      | Étiquette | Qualité  |
| ---------------------------------------- | ------------- | ------------- | --------- | -------- |
| 1995                                     | avril 2014    | Michel Pain   | SE        |          |
| avril 2014                               | décembre 2015 | Paul Brioudes | SE        | Retraité |
| Les données manquantes sont à compléter. |               |               |           |          |

## Démographie
En 2021, la commune comptait 559 habitants. Depuis 2004, les enquêtes de recensement dans les communes de moins de 10 000 habitants ont lieu tous les cinq ans (en 2005, 2010, 2015, etc. pour La Chapelle-Yvon) et les chiffres de population municipale légale des autres années sont des estimations.
| 1793 | 1800 | 1806 | 1821 | 1831 | 1836 | 1841 | 1846 | 1851 |
| ---- | ---- | ---- | ---- | ---- | ---- | ---- | ---- | ---- |
| 317  | 285  | 317  | 310  | 535  | 559  | 624  | 642  | 668  |

| 1856 | 1861 | 1866 | 1872 | 1876 | 1881 | 1886 | 1891 | 1896 |
| ---- | ---- | ---- | ---- | ---- | ---- | ---- | ---- | ---- |
| 626  | 635  | 621  | 593  | 568  | 548  | 522  | 524  | 445  |

| 1901 | 1906 | 1911 | 1921 | 1926 | 1931 | 1936 | 1946 | 1954 |
| ---- | ---- | ---- | ---- | ---- | ---- | ---- | ---- | ---- |
| 456  | 451  | 461  | 381  | 402  | 370  | 399  | 376  | 451  |

| 1962 | 1968 | 1975 | 1982 | 1990 | 1999 | 2005 | 2010 | 2015 |
| ---- | ---- | ---- | ---- | ---- | ---- | ---- | ---- | ---- |
| 448  | 440  | 384  | 437  | 525  | 499  | 503  | 537  | 550  |

| 2018 | - | - | - | - | - | - | - | - |
| ---- | - | - | - | - | - | - | - | - |
| 550  | - | - | - | - | - | - | - | - |

## Lieux et monuments
- Église Notre-Dame dont les parties les plus anciennes remontent au XIIe siècle[8].
- Château du Besneray et son  colombier du XVIIe siècle, à proximité de la D 161.
- Château de Benneral, dans le centre du village.

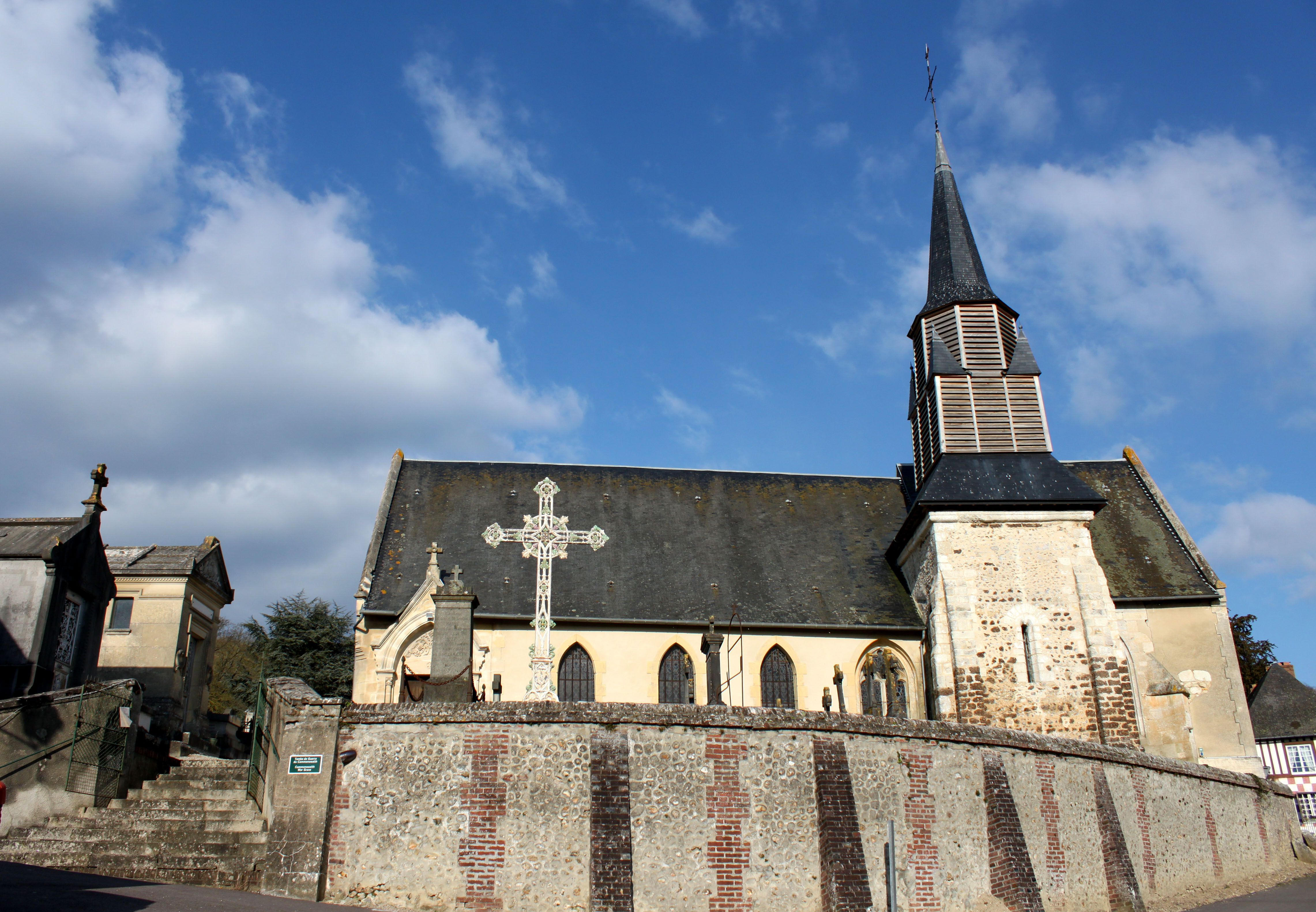
L'église Notre-Dame.
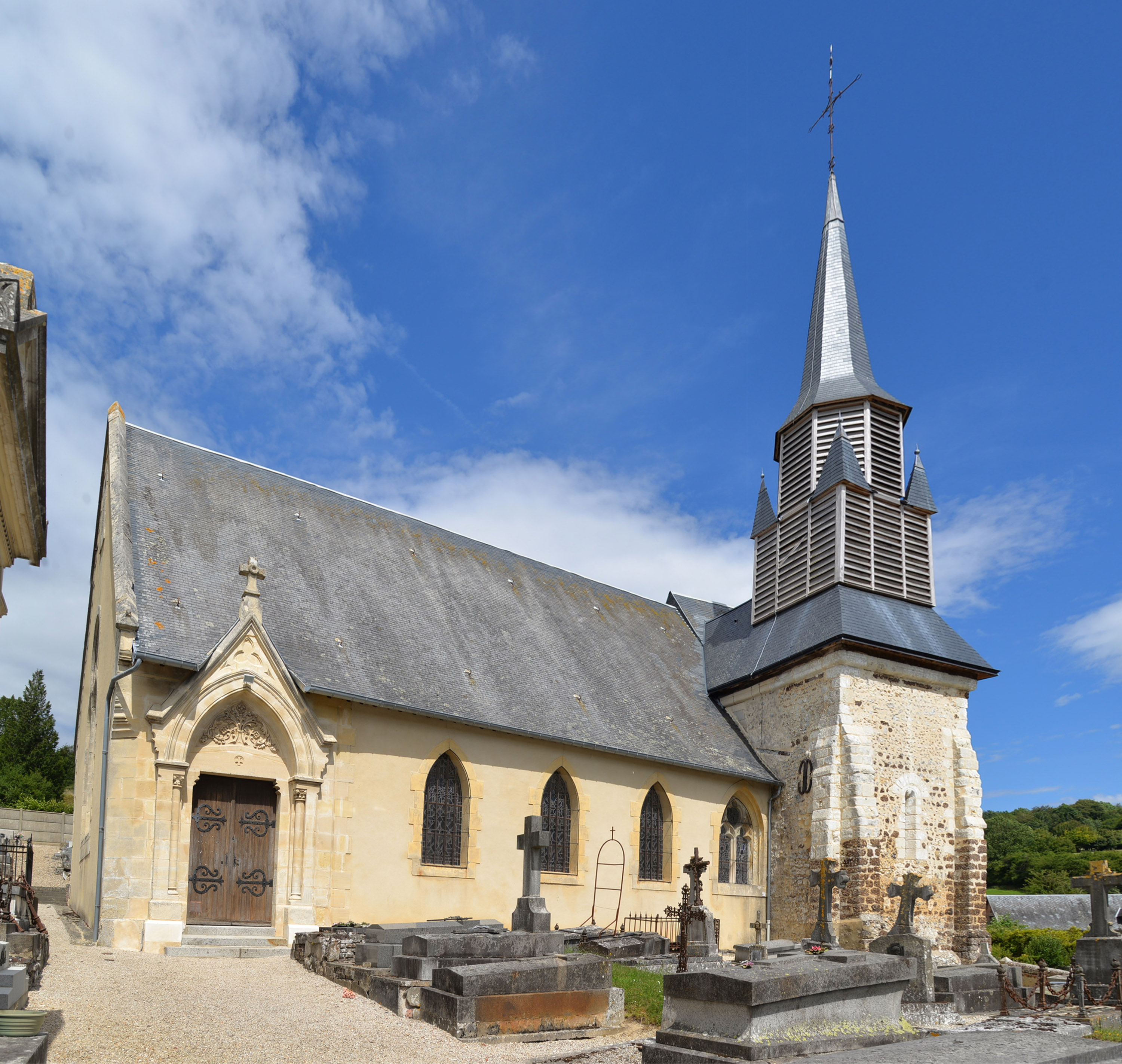
L'église Notre-Dame.
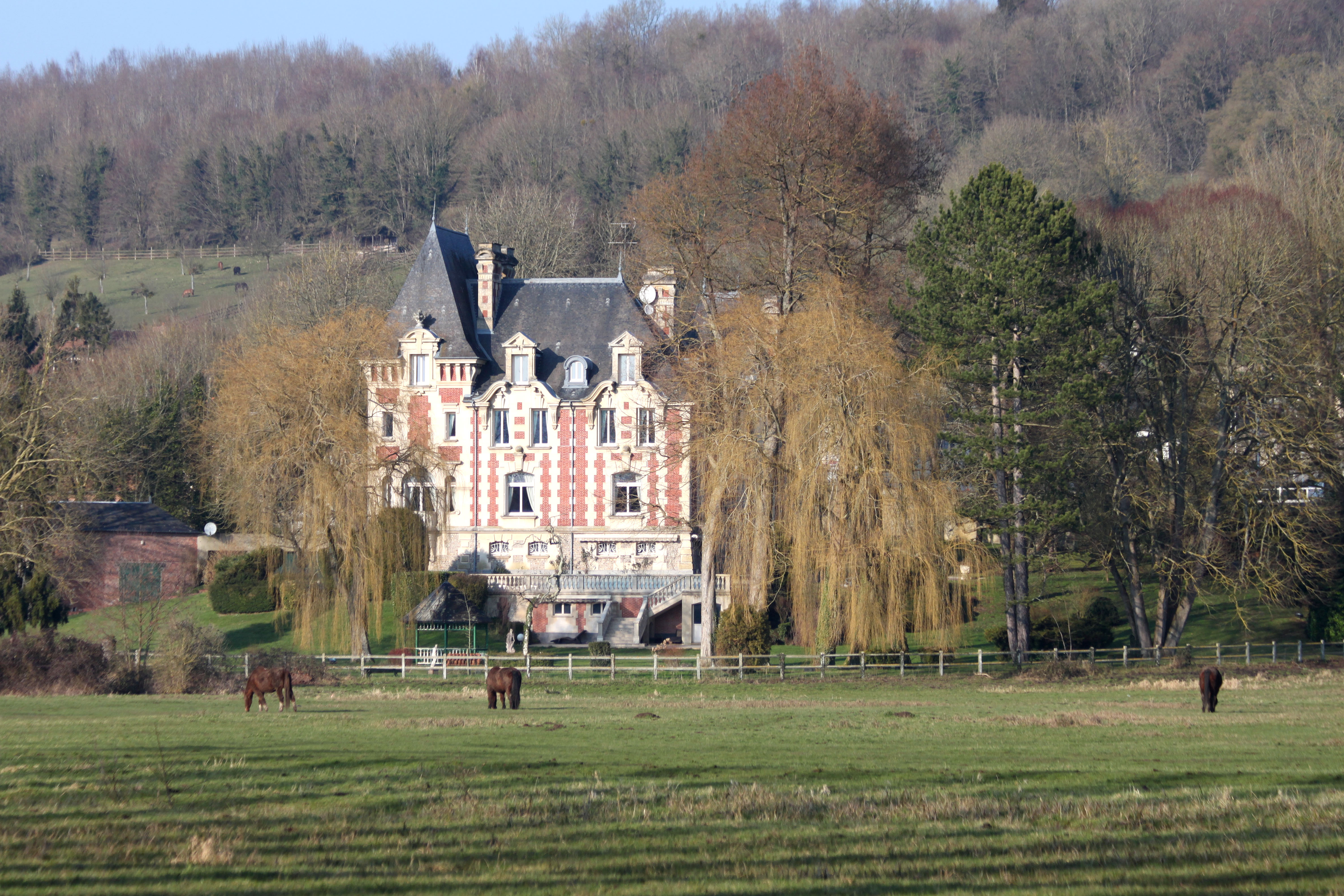
Le château de Benneral.
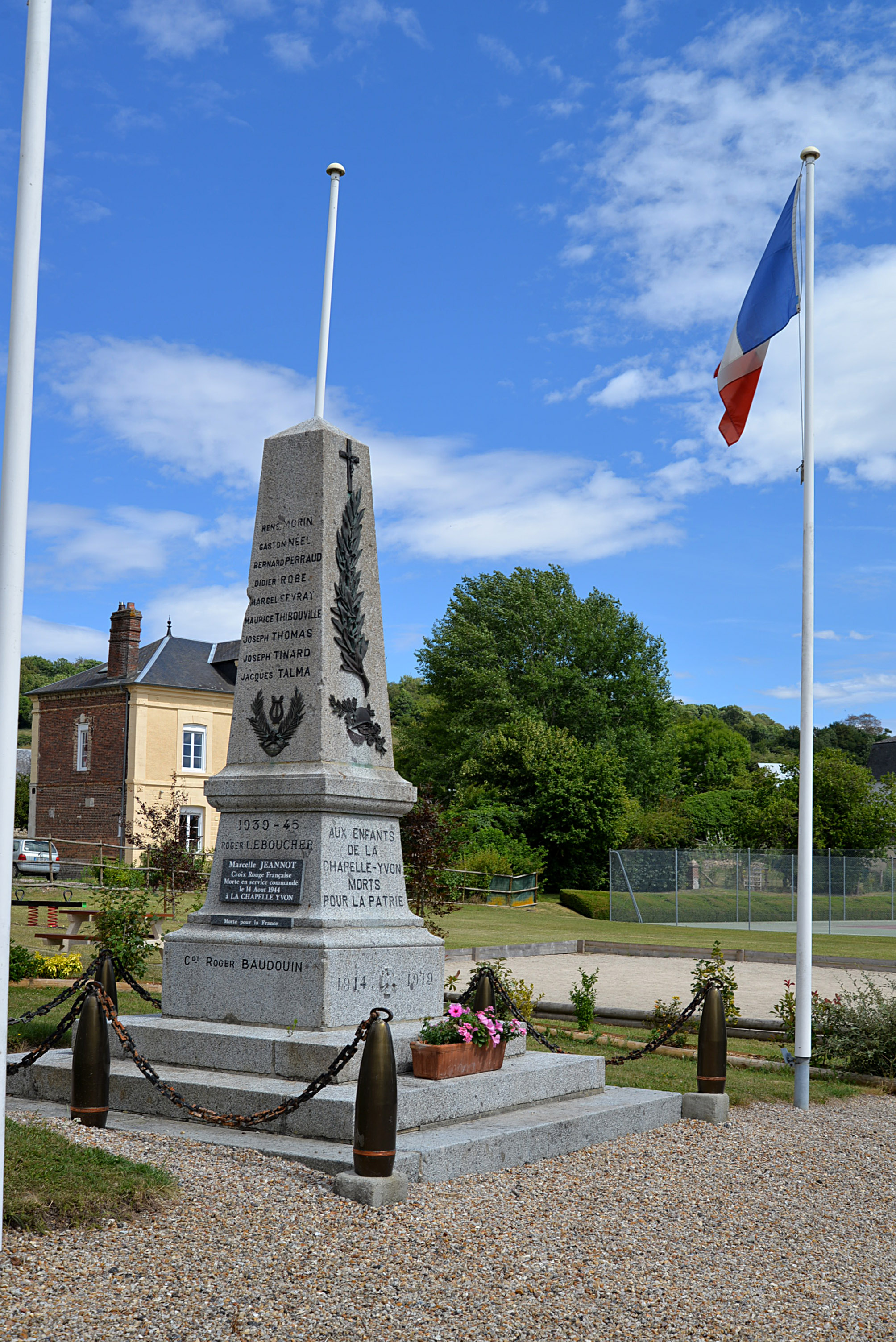
Le monument aux morts.